# Flagrant Désir
Pour plus de détails, voir Fiche technique et Distribution.
Flagrant Désir est un film français réalisé par Claude Faraldo et sorti en 1986.

## Synopsis
Alors qu'il vient d'achever une mission en France, Gerry Morrison, inspecteur d'Interpol, est sollicité afin d'enquêter sur la mort de Marguerite Barnac, membre d'une grande famille de viticulteurs du Médoc. La thèse de l'accident, soutenue à la fois par la police locale et les proches, lui semble peu à peu improbable.

## Fiche technique
- Titre : Flagrant Désir
- Réalisation : Claude Faraldo, assisté de Jacques Cluzaud
- Scénario : Claude Faraldo
- Musique : Gabriel Yared
- Photographie : Willy Kurant
- Montage : Marie Castro et Christopher Holmes
- Son : Jean Umansky
- Décors : Françoise de Leu
- Production : Les Films A2 - Odessa Films - Martel Media - Third Eye Productions -	Sofracima
- Directeur de production : Marc Maurette
- Pays de production :  France
- Format : Couleur - 35 mm
- Genre : comédie dramatique
- Durée : 110 minutes
- Date de sortie : 
  - France : 11 juin 1986

## Distribution
- Sam Waterston : Gerry
- Marisa Berenson : Jeanne
- Lauren Hutton : Marlène
- Bernard-Pierre Donnadieu : Robert
- Anne Roussel : Evelyne
- François Dunoyer : Vittorio
- François Dyrek : Georges
- Arielle Dombasle : Marguerite
- Marc de Jonge : Larbeau
- Isabelle Sadoyan : Angelina